# 天气之子 (专辑)
《天气之子》，是日本RADWIMPS为动画电影《天气之子》制作的原声带，2019年7月19日由EMI Records（环球音乐）发行。

## 概要
该专辑是RADWIMPS发布《ANTI ANTI GENERATION》后的新作品，同时也是继专辑《你的名字。》（2016年8月）后再次为新海诚执导电影提供的原声带。 
不同于往常在周三发行CD，《天气之子》为配合电影发行将于周五发行。 
同《你的名字。》一样，《天气之子》中的音乐也由RADWIMPS负责。2017年8月左右，新海诚向RADWIMPS提出开始制作，并从电影脚本阶段开始磋商。RADWIMPS制作了31首曲目，其中主题曲5首，器乐曲26首，其中两首主题曲是与三浦透子合作完成。
其中兩首歌曲，帆高三人在賓館躲避時唱的卡拉OK—星野源的〈戀〉以及AKB48的〈戀愛的幸運餅乾〉（日語：恋するフォーチュンクッキー）並未收錄。

## 收录曲目
| 曲序     | 曲目                                | 时长  |
| -------- | ----------------------------------- | ----- |
| 1.       | 《天气之子》主题曲（）              | 0:41  |
| 2.       | 温柔的味道（）                      | 0:48  |
| 3.       | 初次访问K&A（）                     | 1:49  |
| 4.       | 欢迎来到占卜馆（）                  | 0:53  |
| 5.       | K&A入司典礼（）                     | 1:03  |
| 6.       | 风的声音（电影版）（）              | 2:37  |
| 7.       | 救出阳菜（）                        | 1:47  |
| 8.       | 逐渐晴朗的天空（）                  | 2:13  |
| 9.       | 天空之海（）                        | 0:59  |
| 10.      | 家庭访问（）                        | 3:42  |
| 11.      | 第一份晴女兼职（）                  | 1:19  |
| 12.      | 节庆（电影版）feat.三浦透子（）     | 2:36  |
| 13.      | 花火大会（）                        | 3:04  |
| 14.      | 气象神社（）                        | 2:40  |
| 15.      | 芝公园（）                          | 3:11  |
| 16.      | 两段告白（）                        | 1:36  |
| 17.      | 首都问题（）                        | 1:37  |
| 18.      | 盛夏之雪（）                        | 1:18  |
| 19.      | 天气的力量（）                      | 1:22  |
| 20.      | 和家人的时光（）                    | 2:33  |
| 21.      | 逐渐消失的阳菜（）                  | 1:08  |
| 22.      | 永远的云上（）                      | 0:52  |
| 23.      | 晴天与消失（）                      | 2:45  |
| 24.      | 奔跑的帆高/孩子们的计划（）         | 3:01  |
| 25.      | 摩托车追逐（）                      | 0:59  |
| 26.      | 和阳菜奔跑的帆高（）                | 2:23  |
| 27.      | 我还能为爱做些什么呢（电影版）（）  | 2:30  |
| 28.      | 离开地表（电影版）feat.三浦透子（） | 3:08  |
| 29.      | 再次降雨（）                        | 0:44  |
| 30.      | 没事的（电影版）（）                | 4:18  |
| 31.      | 我还能为爱做些什么呢（）            | 6:54  |
| 总时长： | 总时长：                            | 66:30 |

未收錄的劇中使用曲
- 戀（星野源）
- 戀愛的幸運餅乾（AKB48）
- （三波春夫）
- Berry Days（Lantan）
- 溜冰圆舞曲（埃米尔·瓦尔德退费尔）
- 夜曲Op. 9, No. 2 降E大調（弗雷德里克·肖邦）
- 前奏曲Op.28, No. 15 降D大調「雨滴」（弗雷德里克·肖邦）
- 致愛麗絲（路德维希·范·贝多芬）

## 脚注
1. ↑  . ナタリー. 2019-04-10  [2019-07-21]. （原始内容存档于2021-01-15） （日语）.
2. 1 2  . rockin'on.com. 2019-05-27  [2019-07-21]. （原始内容存档于2019-08-27） （日语）.
3. ↑  角川書店 (编). . 由蒼貓翻译. 台北市: 台灣角川. 2020-01-31. ISBN 978-957-743-517-0 （中文（臺灣））.:126